# Stefano Tosi (cestista)
Stefano Tosi (Livorno, 22 luglio 1966) è un ex cestista italiano.

## Carriera
Prodotto del vivaio livornese (sponda Pallacanestro Livorno), esordisce in A1 nel 1985 con un totale di 151 presenze (8 stagioni: 3 in A1, 3 in A2). Dopo le stagioni livornesi passa alla Pallacanestro Trapani dove gioca durante gli anni d'oro del basket siciliano in A1 e A2 con una parentesi a Firenze.